# Dead Rising 4
Dead Rising 4 est un jeu vidéo en monde ouvert, survival horror et beat 'em up développé par Capcom Vancouver et publié par Microsoft Studios sur Microsoft Windows et Xbox One,. Il a été annoncé par Microsoft à l'E3 2016 lors d'une  conférence de presse le 13 juin 2016. Il raconte le retour de Frank West, et est situé à Willamette, dans le Colorado, en période de Noël. Le jeu est publié dans le monde entier le 6 décembre 2016.
Microsoft dispose de l'exclusivité du jeu durant un an. Le jeu est sorti sur PS4, le 5 décembre 2017 en version boite ainsi qu’en version dématérialisée, dans une édition intitulée Frank's Big Package, regroupant le jeu et le mode inédit « Capcom Heroes », ainsi que tous les contenus additionnels et tous les contenus bonus.

## DLC
Le 21 mars 2017, Microsoft dévoile le tout premier DLC du jeu intitulé « Frank Rising ».

## Doublage francophone
- Frédéric Souterelle : Frank West
- Dorothée Pousséo : Paula
- Emmanuel Karsen : Tom
- Pascale Chemin : Jessa
- Laura Blanc : Vicky Chu
- Jérôme Pauwels : voix additionnelles

## Accueil
- Jeuxvideo.com : 15/20[4]
- Gamekult.com : 4/10[5]

Le jeu a globalement déçu la presse et les joueurs. Notamment à cause de son trop grand éloignement avec les précédents épisodes de la série (abandon du temps limité, disparition des psychopathes en tant que boss...).

Les moyennes Metacritic sont de 72 pour la version Xbox One (sur une base de 86 critiques) et 74 pour la version PC (sur une base de 14 critiques), ce qui fait de Dead Rising 4 l'opus le moins bien noté de la licence.